# Edokko
Edokko (江戸っ子?) es un término japonés empleado para referirse a una persona nacida y criada en Edo (renombrada Tokio en 1868). El término se cree que fue acuñado en Edo a finales del siglo XVIII, coincidiendo con la aparición de una nueva clase social urbana en Japón, los llamados chōnin (町人?   «habitantes de la ciudad»). El historiador Matsunosuke Nishiyama señala que el término fue empleado por primera vez en un Senryū de 1771, y que a partir de entonces otros autores también lo acuñaron.
La investigadora Hinako Sugiura estimó que un 1,25% de la población de Edo era "Edokko" en el estricto sentido de la palabra.